# Донецький завод гірничорятувальної апаратури
48°01′53″ пн. ш. 37°47′31″ сх. д. / 48.0315° пн. ш. 37.792° сх. д.
Донецький завод гірничорятувальної апаратури — головне підприємство України з випуску гірничорятувальної техніки та засобів індивідуального захисту гірників.
Утворене в 60-і роки для виготовлення вітчизняних і ремонту закордонних респіраторів. У 1996 р. реорганізовене у відкрите акціонерне товариство. Має значний промисловий потенціал, володіє унікальними технологіями виготовлення гірничорятувальної апаратури та контрольного обладнання. Вся продукція сертифікована за національною системою УкрСЕПРО, має також міжнародний сертифікат на систему якості фірми «TNO» (Нідерланди), офіційного представника ЄС.
Виготовляє:
- шахтні саморятувальники ШСС-1(захист органів дихання гірників до 50 хв.);
- респіратори Р-30, Р-34 для захисту органів дихання гірників-рятувальників протягом 4,2 год. при ліквідації аварії;
- компресори КД-8 для спорядження малолітражних балонів медичним киснем;
- газорозподілювачі хімічні ГХ-М для експрес аналізу газових компонентів 11 найменувань у рудниковій атмосфері;
- універсальні контрольні прилади УКП-5 для контролю і налагодження респіраторів.

Адреса: 83048 Україна, Донецьк, вул Левицького, 31, Донецький завод гірничорятувальної апаратури